# Baron Dickinson

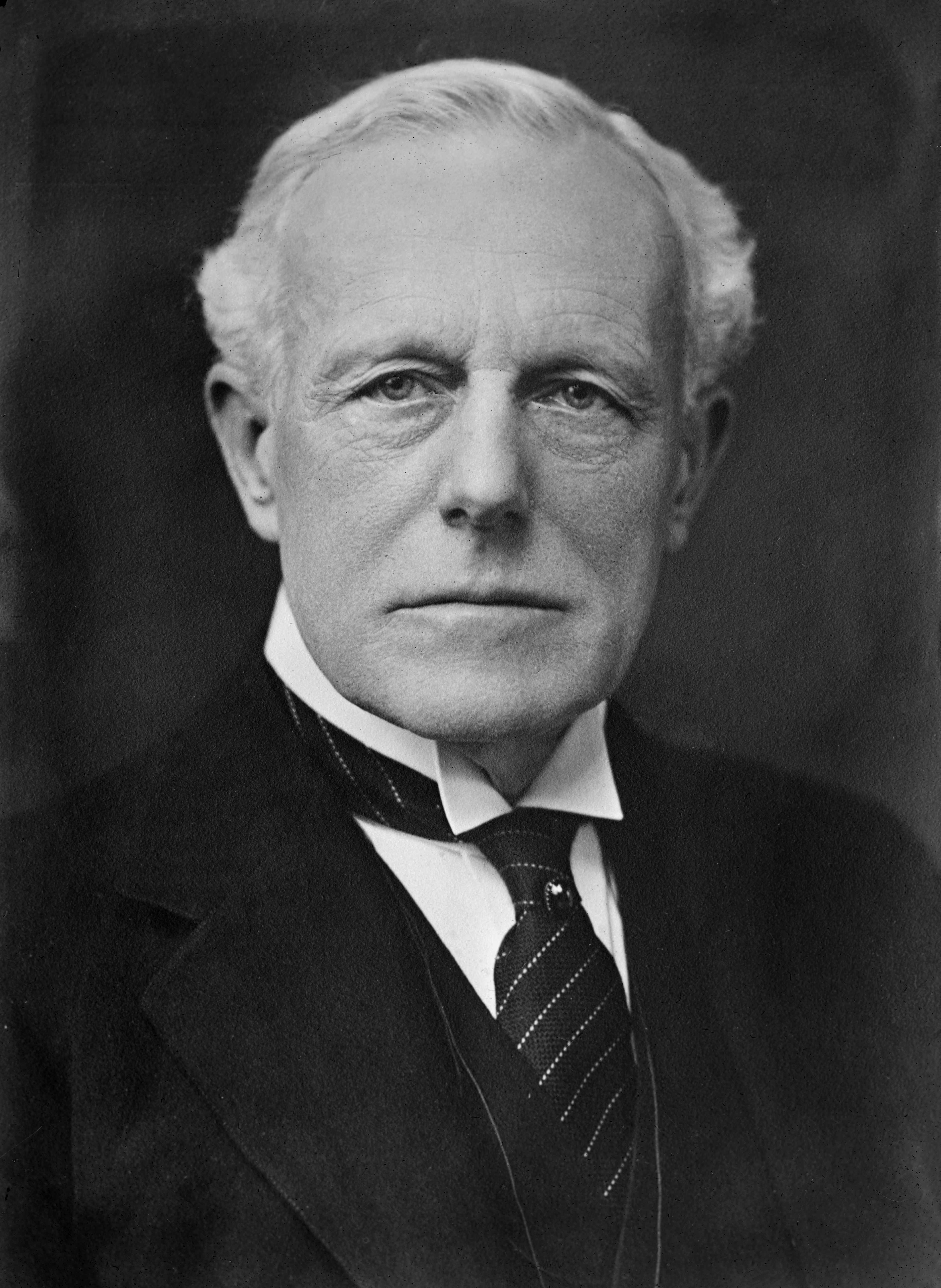
Willoughby Dickinson, 1. Baron Dickinson

Baron Dickinson, of Painswick in the County of Gloucester, ist ein erblicher britischer Adelstitel in der Peerage of the United Kingdom.

## Verleihung
Der Titel wurde am 18. Januar 1930 dem liberalen Unterhausabgeordneten Sir Willoughby Dickinson verliehen. Heute hat sein Urenkel Martin Dickinson, 3. Baron Dickinson den Titel inne.

## Liste der Barone Dickinson (1930)
- Willoughby Dickinson, 1. Baron Dickinson (1859–1943)
- Richard Dickinson, 2. Baron Dickinson (1926–2019)
- Martin Dickinson, 3. Baron Dickinson (* 1961)

Titelerbe (Heir Presumptive) ist der Bruder des aktuellen Titelinhabers, Hon. Andrew Dickinson (* 1963).